# Halacion
Halacion ili tvrdo zrno u kapku oka ili lipogranulom Meibomovih žlezda, je nezarazno začepljenja Meibomove žlezda, u obliku cista obično locirano na gornjem očnom kapku. Meibomove žlezde su vertikalno poređane lojne žlezde u tarzalnim pločicama očnih kapaka. Diferencijalno dijagnostički halacion je sličan čmičku, ali se od njega razlukuje po tome što je bolniji, i veći.
Lečenje halaciona može da traje duži vremenski period (nekoliko meseci), ili do potpunog izlečenja, i godinu dana ako se ne leči. 

## Epidemiologija
Međunarodne statistike
Halacion je česta bolest, ali njegova tačna incidenca i rasprostranjenost na globalnom nivou nije poznata.
Starosna demografija
Iako se halacion javlja u svim starosnim grupama, češći je kod odraslih (naročito onih u dobi od 30-50 godina starosti) nego kod dece, verovatno zbog toga što androgeni hormoni povećavaju viskozitet sebuma. Hormonski uticaji na lojalnu sekreciju i viskozitet mogu objasniti grupisanje u vreme puberteta i tokom trudnoće; međutim, veliki broj pacijenata bez dokaza o hormonskoj promeni ukazuje i na etiologije drugih mehanizama. Bolest je neuobičajene u poznim godinama, ali se javlja i u pedijatrijskoj patologiji.
Ponavljajući halazion, učestaliji je kod starijih pacijenata, i mogu da dovedu do razvoja skvamoznog karcinom, mikrocističkog karcinom adnexa oka, tuberkuloze. Ponavljajuća halacion kod dece ili mlađih odraslih osobe treba da podstakne evaluaciju viralnog konjunktivitisa i sindroma hiperimmunoglobulinemije E (hiper-IgE) sindroma (Jobov sindrom).
Demografija vezana za pol i rasnu pripadnost
Izgleda da halacion jednako utiče na muškarce i žene, ali kao što je navedeno za njegovu učestalost, takođe i za polne razlike precizne informacije o prevalenciji i učestalosti nisu dostupne. 
Suprotno popularnom mišljenju, istraživanje nije pokazalo da korišćenje kozmetičkih proizvoda na kapcima uzrokuje i/ili pogoršava stanje.
Nije dostupna informacija o rasprostranjenosti ili učestalosti halaciona u odnosu na rasnu pripadnost.

## Etiopatogeneza
Začepljenje odvodnog kanala Meibomove žlezde,koje dovodi do zastoja sekreta i reaktivnog zapaljenja u žlezdi i njenoj okolini.

## Klinička slika
Halacion je obično lokalizovan dalje od ivice kapka, a mnogo ređe na samoj ivici kapaka. Klinička slika se odlikuje stvaranjem bezbolnog čvorića ili zrna, (zato i nosi naziv „tvrdo zrno u kapku oka”), koje traje nekoliko nedelja ili meseci, do veličine bibera, ređe može da naraste do veličine zrna graška, pa i više. Čvorić je čvrste konzistencije, smešten je u tarzusu, a koža nad njim je pokretna i bez znakova zapaljenja. Na vežnjači (konjunktivi) se na mestu halaciona obično nalazi okruglo crvenkastomodro rumenilo.
Znaci i simptomi koji dominiraju kliničkom slikom su: 
- Otok očnog kapka, koji smeta zbog estetskog izgleda.
- Grebanje u oku i promena
- Osetljivost očnog kapka na dodir
- Osetljivost oka na svetlost (fotofobija)
- Pojačano suzenje oka
- Osećaj težine u obolelom kapku.

Halacion retko može da se spontano resorbuje. Može da probije kroz vežnjaču, kada se na njoj stvara granulaciono tkivo polipoznog izgleda.
Najčešće ostaje mesecima neizmenjen. 

## Dijagnoza
Dijagnoza se postavlja na osnovu anamneze, kliničke slike i oftalmološkog pregleda. 
Ako se halacion lociran blizu unutrašnjeg ugla donjeg kapka, treba ga razlikovati od dakriocistitisa, čija se dijagnoza obično može isključiti uočavanjem smeštaja najjačeg otvrdnuća i bola (npr kapak kod halaciona, a nosna strana kod dakriocistitisa). Osim toga, uspešno ispiranje kanala suzne žlezde isključuje dakriocistitis.
Hronični forme koje ne odgovaraju na lečenje treba bioptirati kako bi se isključilo tumor očnog kapka.

## Diferencijalna dijagnoza
Halacion ili Meibomova cista može katkad biti zamenjen sa čmičkom, naročito ako se čmičak često javlja (recidivira) i tada postaje bolniji, i veliki.
Halacion i hordeolum (ćmičak) se u početnom stadiju razvoja ne mogu klinički razlikovati; i jedan i drugi uzrokuju hiperemiju i edem kapka, kao bol. Nakon 1 do 2 dana, spoljašnji čmičak postaje lokaliziran na iviici kapka, dok se halacion smešta u sredinu pokrovnog dela kapka; potom se razvija mali bezbolni čvorić ili kvržica okrenuta prema unutarašnjoj, ili, retko, spoljašnjoj površini kapka. Halacion se obično spontano prazni ili apsorbira u roku od 2 do 8 nedelja, ali može trajati i duže.

## Terapija
Lečenje se može ubrzati primenom vrućih obloga u trajanju od 5 do 10 minuta 2 do 3 puta dnevno. 
Incizija i kiretaža ili primena kortikosteroida, u sam halacion (0,05 do 0,2 ml triamcinolona 25 mg/ml), mogu biti indicirani ako su promene velike, ružne i ako traju dulže od nekoliko nedelja i pored aktivnog konzervativnog lečenju. Antibiotici (npr. dikloksacilin ili eritromicin u dozi od 250 mg PO 4×/dan) su indikovani kad se uz halion razvije celulitis. Lokalna primena antibiotika je obično neefikasna.
Konačno lečenje je hirurško, iako posle hirurškog uklanjanja mogu da se jave recidivi.

## Komplikacije
Veliki halacion može uzrokovati astigmatizam zbog pritiska na rožnjaču.
Kod pacijenti, nakon laserske operacije remodelovanja rožnjače zbog delomičnog uklanjanja njenih slojeva, imaju slablju strukturu rožnjače, i tima su predisponirani za deformaciju rožnjače koja može uzrokovati mali halacion.
Komplikacije uključuju i hipopigmentaciju koja se može pojaviti i nakon kortikosteroidne injekcije. 
Recidiv halaciona u istom području očnog kapka, može katkad biti suspektan na karcinoma lojnih žlezda, iako veoma retko U ovim slučajevima halacion zahteva operativno uklanjanje. 

## Literatura
- Neff AG, Carter KD (2014). „Benign eyelid lesions”.  Ур.: Yanoff M, Duker JS,. Ophthalmology. (4th изд.). Philadelphia, PA: Elsevier.:chap 12.9.
- Shields CL, Lally SE, Shields JA (2013). „Tumors of the eyelids”.  Ур.: Tasman W, Jaeger EA,. Duane's Ophthalmology. (2013 изд.). Philadelphia, PA: Lippincott Williams & Wilkins.:vol 4; chap 3.
- Yanoff M, Cameron JD (2016). „Diseases of the visual system”.  Ур.: Goldman L, Schafer AI,. Goldman-Cecil Medicine. (25th изд.). Philadelphia, PA: Elsevier Saunders.:chap 423.

## Spoljašnje veze
|  | Molimo Vas, obratite pažnju na važno upozorenje u vezi sa temama iz oblasti medicine (zdravlja). |